# Jan Kalita de Brenzenheim
Jan Kalita de Brenzenheim (zm. prawdopodobnie przed 1878) – szlachcic inflancki, c.k. urzędnik austriacki, starosta brzozowski w latach 1859–1864.
Po utracie majątku w Inflantach, po III rozbiorze Polski przeniósł się do Galicji. Ponieważ zaangażował się wraz z rodziną czynnie w pomoc powstaniu styczniowemu (zbiórka funduszy, produkcja broni, udział syna Aleksandra w powstaniu), w po upadku powstania, w 1864 został pozbawiony urzędu. Dzięki osobistej zgodzie cesarza Franciszka Józefa I otrzymał posadę w Podwołoczyskach. 
Pod koniec życia zamieszkał z rodziną we Lwowie, żyjąc w nędzy. Jego synem był Karol Kalita.